# おうし座ラムダ星
おうし座λ星（おうしざラムダせい、λ Tau / λ Tauri）は、おうし座の恒星で3等星。
三重星系である。主星のおうし座λ星Aは青白色のB型主系列星。光度は太陽の約4000倍であり、半径は太陽の6.6倍である。伴星は白色のA型準巨星で太陽の5.5倍の半径、95倍の光度を持つ。これらは共通の重心を0.1天文単位離れて3.95日の周期で公転している。系には3つめの暗い恒星が33日の周期で回っている。
てんびん座δ星とともに、1909年にフランク・シュレシンジャーによって、回転によるスペクトルの線幅拡大が初めて観測された。

## 名称
国際天文学連合 (IAU) が承認した固有名はない。
アラビア語で「牡牛」という意味の الثور al-θawr（アッサウル） に由来するElthor (Althor, Althaur, Al Thaur) という固有名を持つ。